# Epigonichthys
Epigonichthys або Asymmetron (інколи перекладається як «ланцетник-асиметрон») — рід підтипу головохордових (Cephalochordata), один з двох родів підтипу (другий — ланцетник, Branchiostoma). Представники роду зазвичай мешкають в піску на дні дрібних морських заток, переважно на узбережжі Австралії та деяких островів Індійського океану. Головною відмінністю від ланцетника є розташування гонад виключно на правій стороні тіла, що відображається в обох наведених варіантах назви.